# Camp de Kilis
Le camp de Kilis est un camp de réfugiés situé en Turquie, près de la frontière syrienne au niveau de la ville d'Azaz et de son checkpoint. Il a ouvert en 2012 et en 2016 compte 13 000 réfugiés. Il est géré par un organisme étatique turc. 
Il est constitué de conteneurs,. Le camp est connue pour son niveau de vie plus élevé par rapport aux autres camps.  